# Rolamento (movimento)
Rolamento é uma técnica empregada nas artes marciais,  que consiste em executar um movimento circular com eixo no abdomem, se mantendo sobre as costas de maneira transversa (diferente de uma cambalhota de circo, em que se rola para frente, não em diagonal.)
Profissionais de Educação física entendem que todos deveriam saber executar um rolamento corretamente, assim podendo evitar grande parte dos danos provocados ao corpo por quedas simples.
Em lutas onde a queda é muito valorizada essa técnica educa o praticante a manter sua integridade nesses momentos.
Essa técnica é usada no parkour para absorver impacto com segurança e também para direcionar a energia e manter o movimento (roulade ou PK roll), com a integridade fisíca do corpo, evitando lesões ao seu joelho.
Essa técnica também é realizada na ginástica.